# Глобально-молодёжный корпус мира
Глобально-молодёжный корпус мира (англ. Global Peace Youth Corps) — это благотворительная организация, являющаяся дочерней организацией Фонда Глобального фестиваля мира, расположенная в Вашингтоне и в других городах США, а также действующая в разных странах мира, таких как Филиппины, Непал, Кения, Корея и т. д.  Организация основана Мун Хён Джином, сыном корейского общественного деятеля Мун Сон Мёна. 
Набор волонтёров ведётся через биржи труда и согласно их данным в проектах Корпуса было задействовано в общей сложности 195 000 человек. Корпус задействует молодёжь в различных благотворительных проектах и образовательных программах, включая обучающие тренинги по бизнесу.
В 2010 году Глобально-молодёжный корпус мира провёл конференцию совместно с Посольством США в Эфиопии для 70 человек, где присутствовал посол США в Африканском союзе. В том же году Корпус провёл благотворительный концерт на главном стадионе Непала с участием нескольких десятков тысяч человек.